# Seconda spedizione Charcot
La seconda spedizione Charcot è stata la seconda missione esplorativa francese diretta verso le regioni antartiche. Deve il nome al suo ideatore e comandante Jean-Baptiste Charcot e si protrasse tra il 15 agosto 1908 e il 4 giugno 1910.

## Scopo
A differenza della prima spedizione, per questo secondo viaggio Charcot ricevette istruzioni e richieste ben precise dalla Académie des sciences, redatte da una commissione di 8 scienziati.

## Preparativi
Circa un anno dopo essere rientrato dal suo primo viaggio in Antartide, Jean-Baptiste Charcot iniziò a organizzare una nuova spedizione nel continente antartico.
Visto il successo della prima spedizione, stavolta Charcot trovò diversi appoggi e non ebbe particolari difficoltà a coprire l'intero budget per la spedizione, potendo contare fin da subito sull'appoggio di diverse istituzioni. I principali finanziatori furono l'Académie des sciences, il Muséum national d'histoire naturelle e l'Institut océanographique de Paris, ma anche lo stesso governo francese contribuì alla spedizione.
Il budget complessivo della spedizione fu di 750.000 franchi, molto più alto della precedente (450.000), e questo gli permise di imbarcare anche tre motoslitte De Dion-Bouton.
Avendo venduto la precedente nave Le Français, dovette farne costruire un'altra, che chiamò Pourquoi-Pas? IV.

Richiesta ufficiale di finanziamento di Charcot per la sua seconda spedizione in Antartide, 10 febbraio 1907 Archives nationales de France.
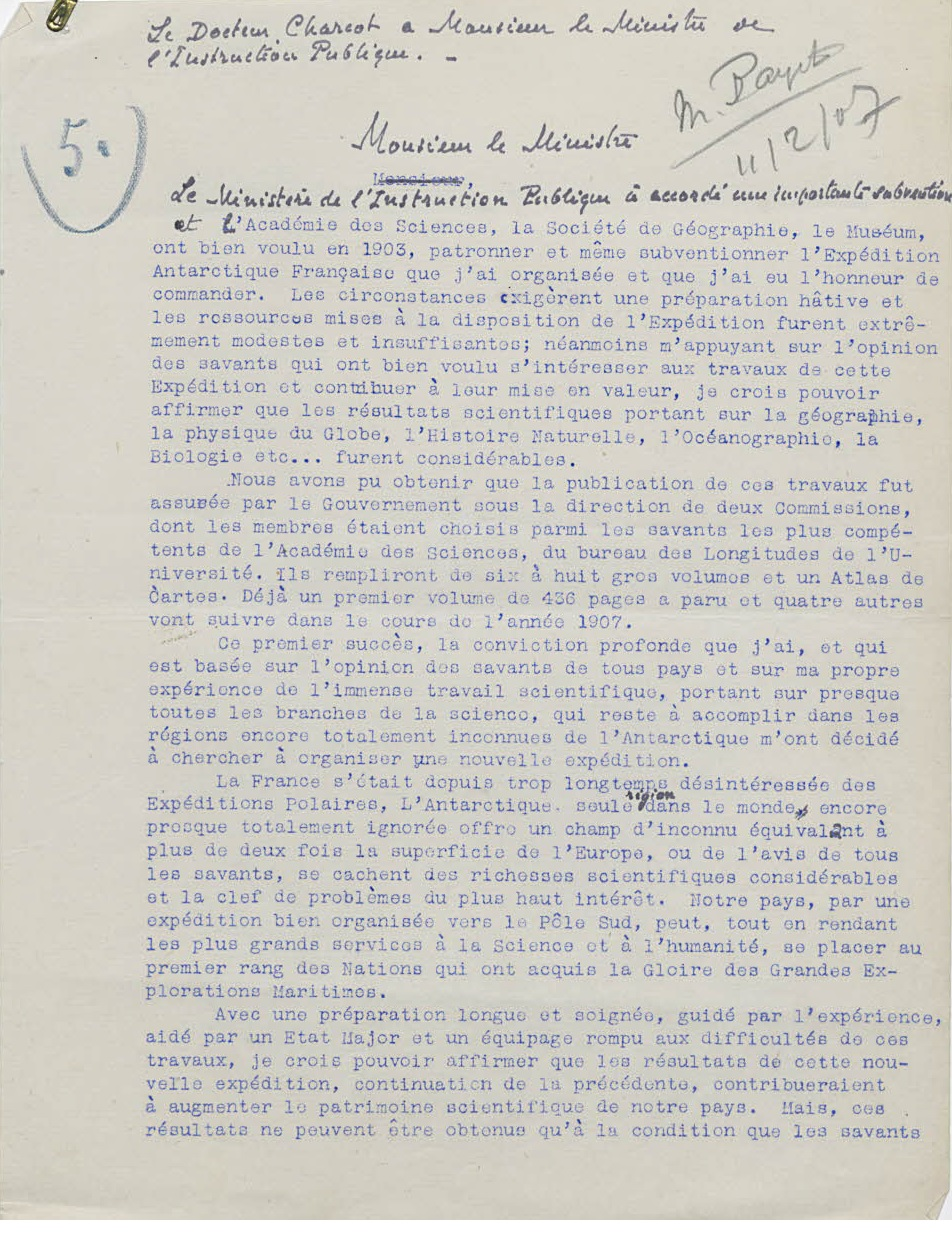
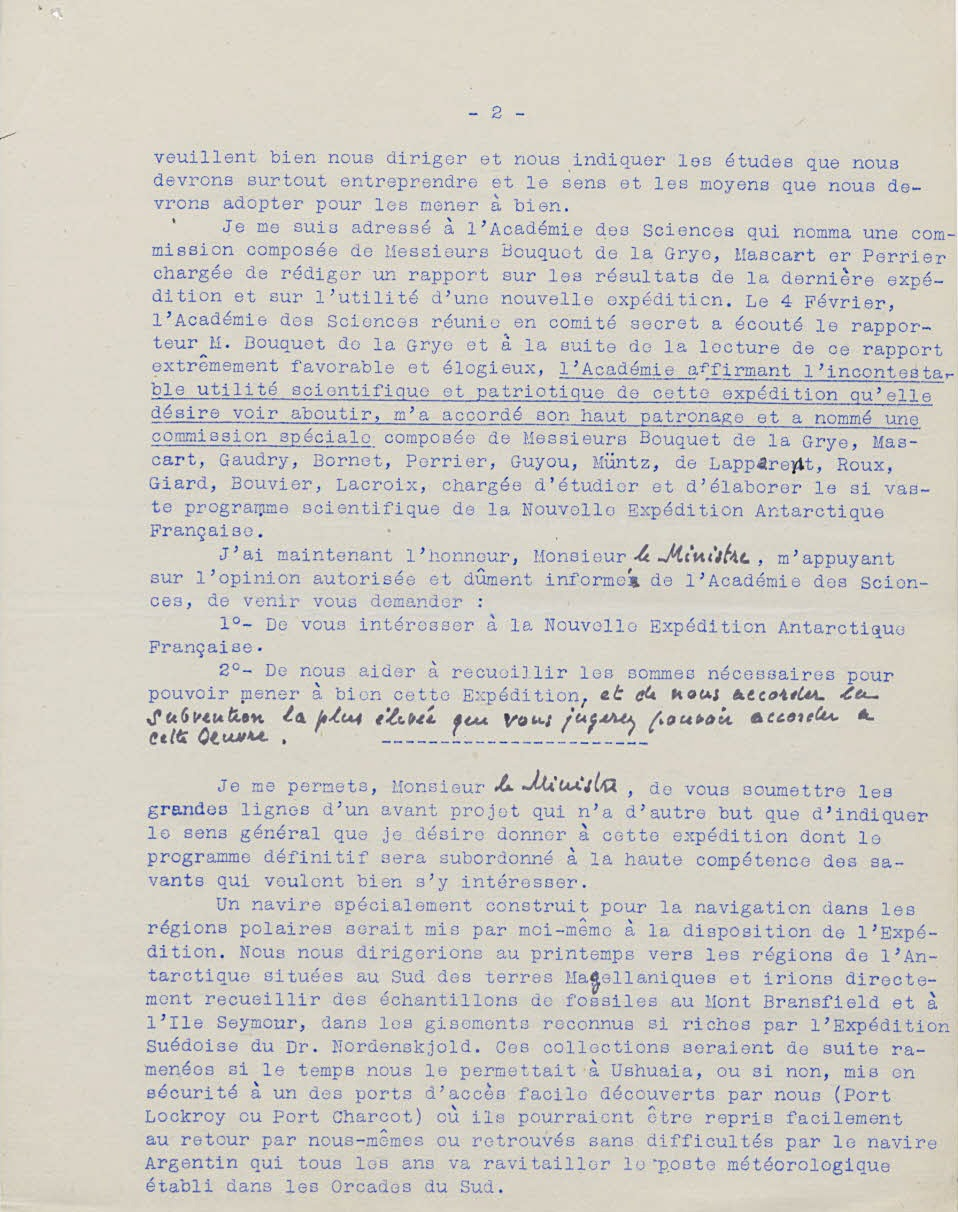
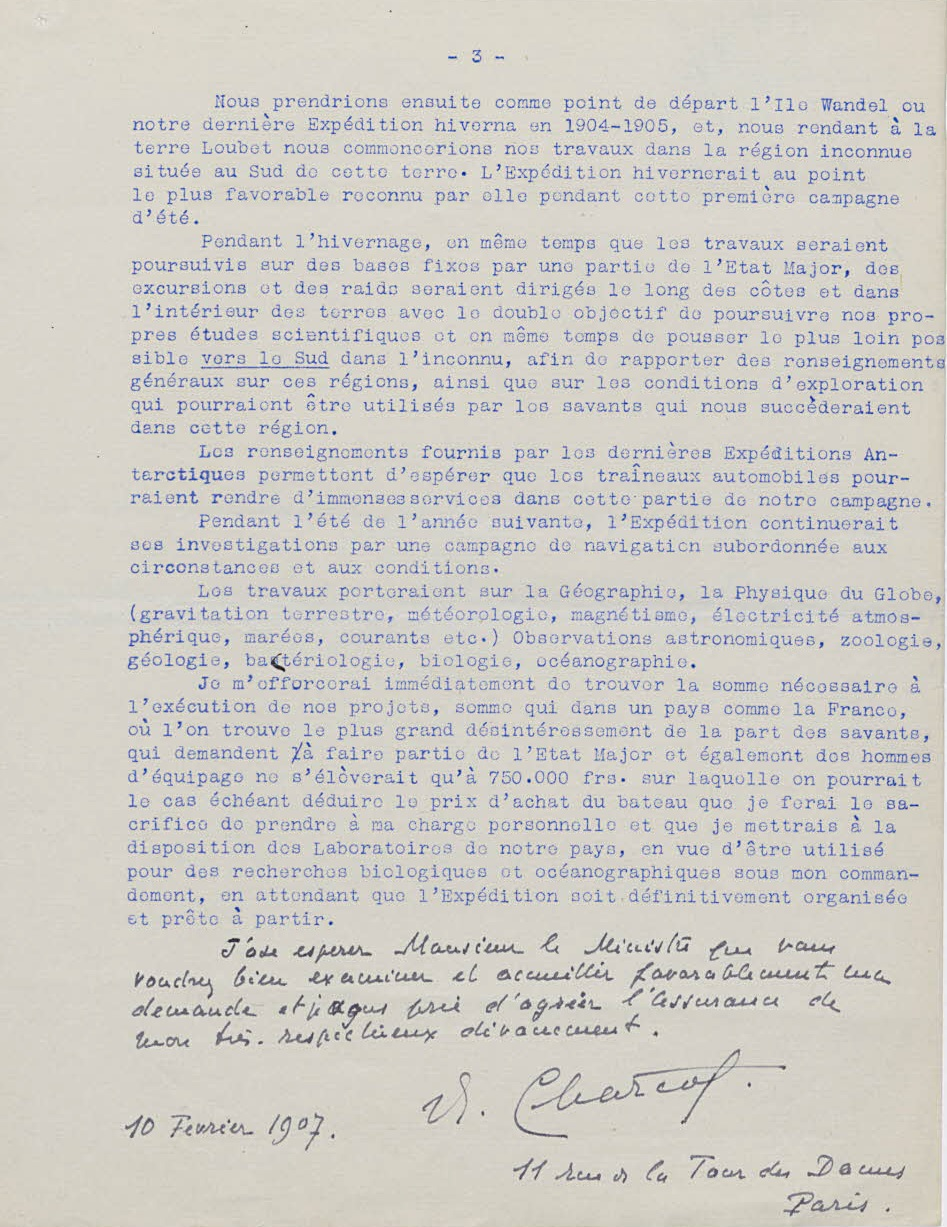

### Equipaggio
- Ufficiali:

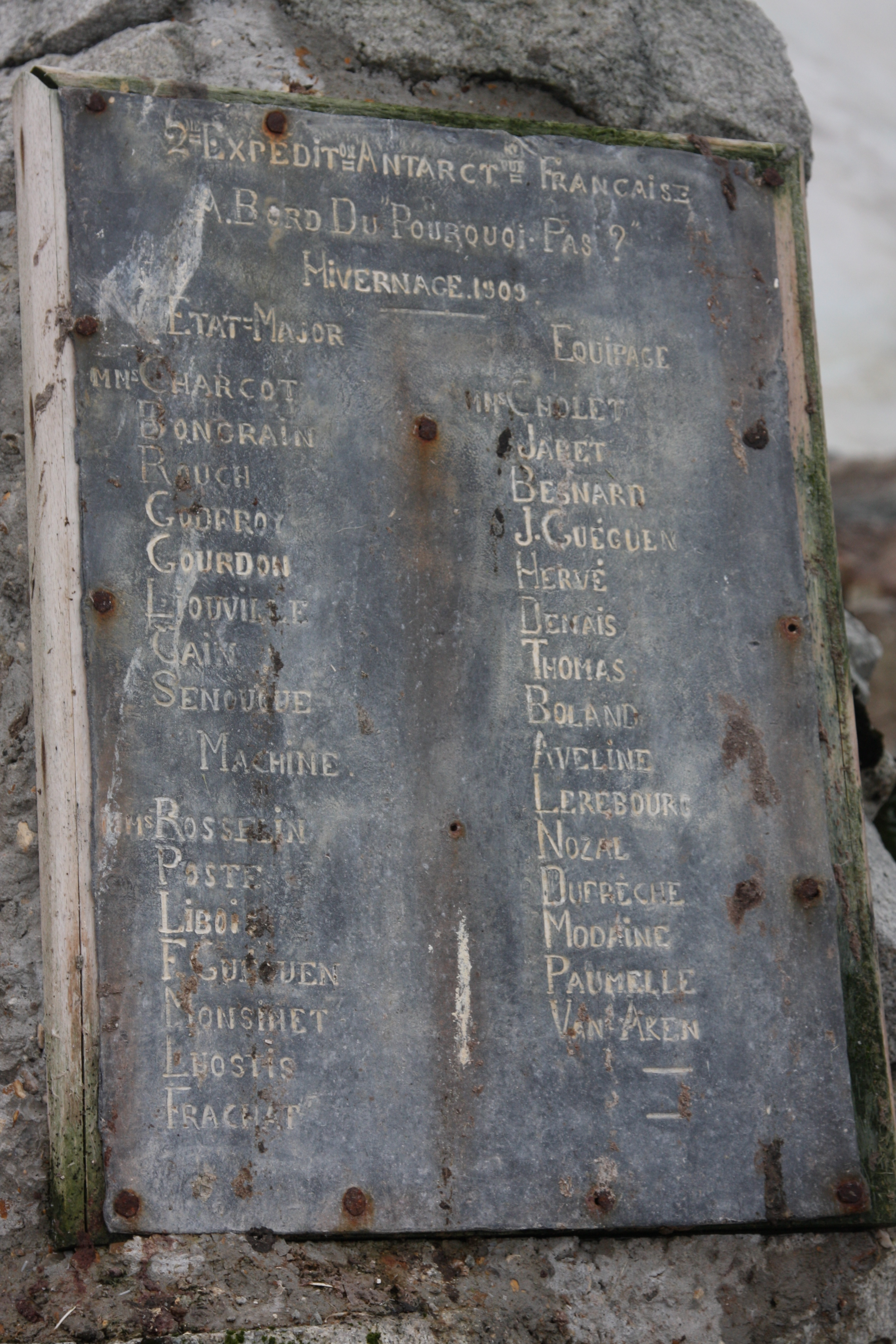
Placca sull'isola Petermann con i nomi di tutti i partecipanti alla spedizione

  - Jean-Baptiste Charcot, comandante, batteriologo
  - M. Bongrain, vice comandante, astronomo, idrologo e sismologo
  - Jules Rouch, enseigne de vaisseau, meteorologo, oceanografo
  - R.-E. Godfroy, enseigne de vaisseau
  - E. Gourdon, geologo
  - Jacques Liouville, medico e zoologo
  - Louis Gain, zoologo e botanico
  - A. Senouque, magnetologo e fotografo
- Equipaggio:
  - E. Cholet, sottufficiale
  - J. Jabet, nostromo
  - J. Besnard, vice nostromo
  - J. Guégen, matelot
  - Hervé, matelot
  - Thomas, matelot
  - Dufrèche, matelot
  - Lerebourg, matelot
  - Aveline, matelot
  - Denais, matelot
  - Nozal, studente della marina mercantile
  - Boland, studente della marina mercantile
  - F. Rosselin, capo meccanico
  - Poste, meccanico
  - F. Guégen, fuochista
  - Monzimet, fuochista
  - Lhostis, fuochista
  - F. Libois, fuochista e carpentiere
  - Frachat, meccanico
  - Modaine, cuoco
  - R. Paumelle, maître d'hôtel
  - Van Acken, vice maître d'hôtel

## Spedizione

itinerario della Pourquoi pas? IV

La spedizione partì da Le Havre il 15 agosto 1908. Seguendo la rotta consolidata per questo tipo di esplorazione  Charcot si diresse verso il Sudamerica, per fare scalo e prepararsi e fare rifornimento. Il 16 dicembre di quell'anno la nave lasciò Punta Arenas per dirigersi verso il continente antartico.
Superate le isole Shetland meridionali, la spedizione giunse in Antartide; qui esplorò il Mare di Bellingshausen, poi il Mare di Amundsen, la costa di Loubet (scoperta durante la precedente spedizione) e l'isola Charcot. L'inverno del 1909 fu trascorso in una grotta a sud-est dell'isola Petermann, in una località chiamata Port de la Circumcision, perché l'equipaggio vi era sbarcato il 1º gennaio 1909 (festa della circoncisione di Gesù nel calendario liturgico cattolico).
All'inizio di gennaio 1909 la nave colpì uno scoglio punto (al 64°45′S 63°30′W) e la chiglia rimase danneggiata. Dopo quasi 24 ore di sforzi, la nave fu riparata e liberata.
Nel corso del 1909 scoprirono e mapparono l'isola Renaud, la costa di Fallières (Armand Fallières era il presidente della Repubblica Francese all'epoca), la baia di Mikkelsen (che però non riconobbero come baia) e le isole Mikkelsen (così chiamate in onore di Otto Mikkelsen, un tuffatore norvegese che ispezionò e fu determinante per riparare la chiglia della Pourquoi-Pas ? IV quando fu danneggiata vicino all'isola Deception).
L'isola Adelaide era già nota, ma fu mappata con precisione per la prima volta in questa spedizione. Scoprirono anche l'isola Millerand, cui diedero il nome dello statista Alexandre Millerand.
Toccarono la Baia Margherita, cui Charcot diede il nome della seconda moglie, e l'isola Jenny, cui fu dato il nome della moglie di Maurice Bongrain, vice comandante della spedizione.
La spedizione diede il nome "Pavie" a una località a 68°27′S 66°40′W; tuttavia non riuscì a determinare se si trattasse di un'isola o di un promontorio. Nei suoi disegni Bongrain la indicò sia come isola Pavie che come capo Pavie; oggi viene comunemente chiamata cresta Pavie.
L'isola Rothschild fu così chiamata in onore di Edouard Alphonse de Rothschild (1868–1949), capo del ramo francese della famiglia Rothschild e presidente della sezione francese della omonima banca.
La parte nord dello stretto di Wilkins fu vista e mappata per la prima volta nel 1910.

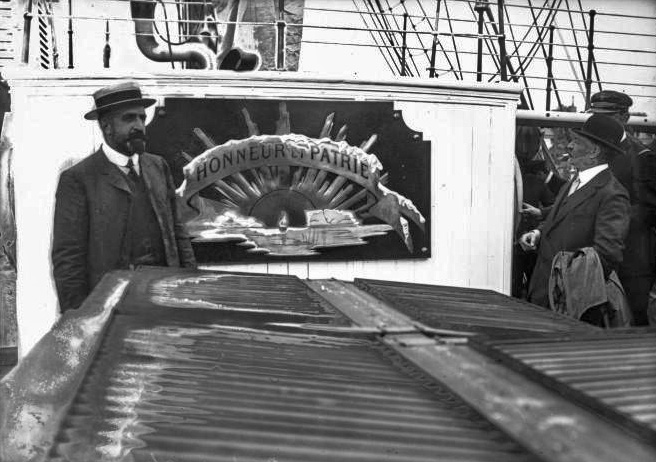
Charcot a bordo della nave
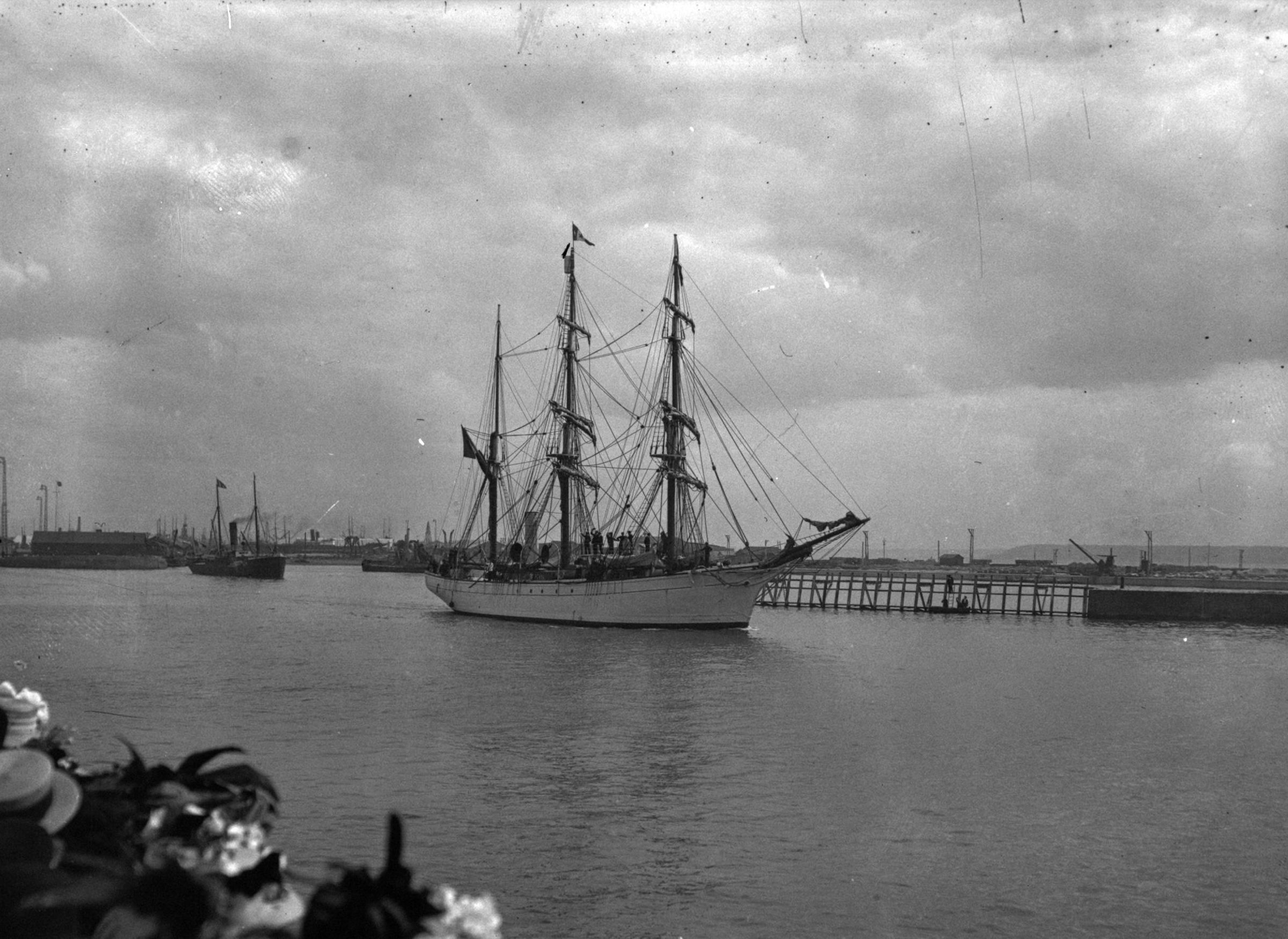
Le Pourquoi-Pas? a Le Havre prima della partenza
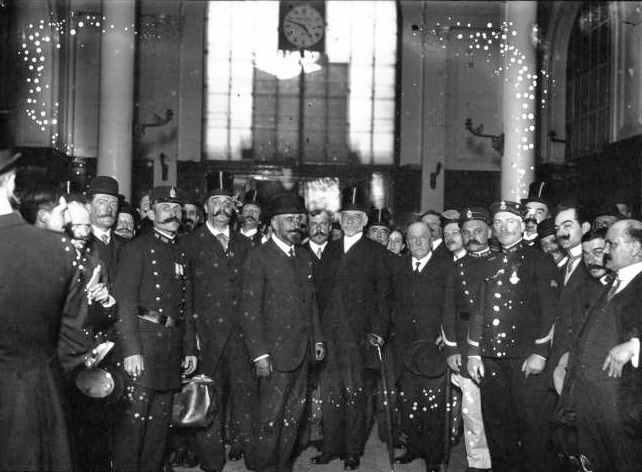
Ritorno di Charcot alla stazione di Parigi Saint-Lazare (1910)

### Cronologia
| Data             | Attività                             |
| ---------------- | ------------------------------------ |
| 15 agosto 1908   | Partenza da Le Havre                 |
| 16 dicembre 1908 | Partenza da Punta Arenas             |
| 22 dicembre 1908 | Arrivo all'isola Deception           |
| 26 dicembre 1908 | Partenza per la prima esplorazione   |
| 31 gennaio 1909  | Riparo a Port Circoncision           |
| 26 novembre 1909 | Partenza per la seconda esplorazione |
| 11 febbraio 1910 | Ritorno a Punta Arenas               |
| 4 giugno 1910    | Ritorno a Le Havre                   |

o